# Хаясі Айко
Айко Хаясі (яп. 林 愛子, нар. 17 листопада 1993) — японська спортсменка, спеціалістка з синхронного плавання, бронзова призерка Олімпійських ігор 2016 року.

## Виступи на Олімпіадах
| Олімпіада           | Дисципліна | Місце |
| ------------------- | ---------- | ----- |
| Ріо-де-Жанейро 2016 | групи      | 3     |

## Зовнішні посилання
- Профіль на сайті The Sports [Архівовано 15 березня 2018 у Wayback Machine.]